# سده ۱ (خورشیدی)
سده ۱ (خورشیدی) در گاه شماری هجری خورشیدی از ۱ فروردین سال ۱ تا ۲۹ اسفند سال ۱۰۰ هجری خورشیدی (برابر ۱۹ مارس ۶۲۲ تا ۱۷ مارس ۷۲۲ میلادی) است.
| سده‌ها: | سده - سده ۱ - سده ۲           |
| دهه‌ها: | ۰۰ ۱۰ ۲۰ ۳۰ ۴۰ ۵۰ ۶۰ ۷۰ ۸۰ ۹۰ |

## رویدادها
- ۱ فروردین سال ۱ هجری خورشیدی روز جمعه برابر ۱۹ مارس ۶۲۲ میلادی قدیم (۲۹ شعبان سال ۱ پیش از هجرت) سرآغاز گاه‌شماری هجری خورشیدی است. مبدأ گاهشماری‌های هجری مسلمانان هجرت پیامبر اسلام محمد از مکه به مدینه است که در شهریور (س‍پتامبر/ربیع‌الاول) همان سال اتفاق افتاده‌است.
- ۲۴ شهریور سال ۱ هجری خورشیدی روز دوشنبه برابر (۱ ربیع‌الاول سال ۱ هجری قمری و ۱۳ سپتامبر ۶۲۲ میلادی قدیم) هجرت محمد از مکه به مدینه است. در زمان خلیفه دوم و با پیشنهاد علی بن ابی طالب، این رویداد سرآغاز گاهشماری مسلمانان گردید.